# (33808) 1999 XD114
1999 أكس دي 114 (ويعرف أيضًا باسم (33808) 1999 أكس دي 114 وفق تسمية الكوكب الصغير) (بالإنجليزية: 1999 XD114)‏؛ هو كويكب ضمن حزام الكويكبات.
اكتُشف هذا الجُرم الفلكي بواسطة بحث لنكولن عن الكويكبات القريبة من الأرض في 11 ديسمبر 1999، وترتيبه 33808 من حيث الاكتشاف.

## الوصف
اكتُشف 338081999XD في 11 ديسمبر 1999 في مرصد ماغدالينا ريدج، الواقع في مقاطعة سوكورو، نيومكسيكو في الولايات المتحدة، بواسطة مشروع بحث لنكولن عن الكويكبات القريبة من الأرض (بالإنجليزية: Lincoln Near-Earth Asteroid Research)‏ LINEAR. وقد رصد المشروع 2,945 مشاهدة للكويكب إلى غاية 25 أغسطس 2021 بتوقيت منطقة المحيط الهادئ، أي في مدة قدرها 12,271 يومًا (33.6 عام). تستغرق الفترة المدارية للكويكب 1,490 يومًا (4.1 عام).

## الخصائص المدارية
يتميز مدار هذا الكويكب بنصف محور رئيسي يبلغ 2.55 وحدة فلكية، وحضيض قدره 2.35 وحدة فلكية، وانحراف قدره 0.0794 وزاوية ميلان 15.9 درجة بالنسبة لمسار الشمس. بسبب هذه الخصائص، أي نصف المحور الرئيسي بين 2 و3.2 وحدة فلكية وحضيض أكبر من 1,666 وحدة فلكية، يُصنف هذا الجُرم الفلكي وفقًا لقاعدة بيانات مختبر الدفع النفاث لأجرام النظام الشمسي الصغيرة كائنًا من حزام الكويكبات الرئيسي.

## الخصائص الفيزيائية
يُقدر القدر المطلق (H) لـ338081999XD بـ12.78 ووضاءته بـ0.203، مما يمكِّن تقدير قطره بـ 9.332كم. استُخلصت هذه النتائج بفضل ملاحظات مستكشف الأشعة تحت الحمراء عريض المجال (WISE)، وهو مرصد فضائي أمريكي وُضع في المدار في عام 2009 ويراقب السماء بأكملها بالأشعة تحت الحمراء، في عام 2011، نُشرت النتائج الأولى المتعلقة بالكويكبات من الحزام الرئيسي.

## وصلات خارجية
- (33808) 1999 XD114 في قاعدة بيانات مختبر الدفع النفاث لأجرام النظام الشمسي الصغيرة

- الاكتشاف · مخطط المدار ·  العناصر المدارية · المعلمات المادية

- (33808) 1999 XD114 على موقع ويكي سكاي: DSS2, SDSS, GALEX, IRAS, Hydrogen α, X-Ray, Astrophoto, Sky Map, Articles and images